# منه وسطی
منه وسطی، روستایی در دهستان تنبلان بخش کاروان شهرستان زرآباد در استان سیستان و بلوچستان ایران است.

## جمعیت
بر پایه سرشماری عمومی نفوس و مسکن در سال ۱۳۹۵، جمعیت این روستا برابر با ۱۳۹ نفر (۳۱ خانوار) بوده‌است.